# 拉登齊
拉登齊（斯洛維尼亞語： 發音：[ˈɾaːdɛntsi]）是斯洛維尼亞東北部波穆爾統計區穆拉河右岸的一個城鎮。它是一個著名的溫泉小鎮，最早可追溯到1436年的書面文件中提到。1833年發現新的礦泉水源後，它逐漸發展成為一個受歡迎的度假勝地。自1994年以來，它是拉登齐市镇的行政中心和最大的聚居地。

## 外部連結
- Radenci （页面存档备份，存于） on Geopedia
- Radenci municipal web page